# Самарска джамия
Самарската джамия е главният мюсюлмански храм в град Самара, Русия, сред най-големите джамии в страната. Открита е на 28 ноември 1999 година.
Заради полуразрушаването му преди Октомврийската революция предишният храм е напълно съборен по съветско време. В края на XX век се решава да се построи нова джамия за самарските мюсюлмани.

Новата джамия заема обща площ от 1200 квадратни метра. Изградена е от червени тухли. По форма представлява паралелепипед. Нейното минаре се извисява на височина 67 метра, а диаметърът на главния купол е 13,5 метра. Михрабът е изграден от бял мрамор.